# Hanrej

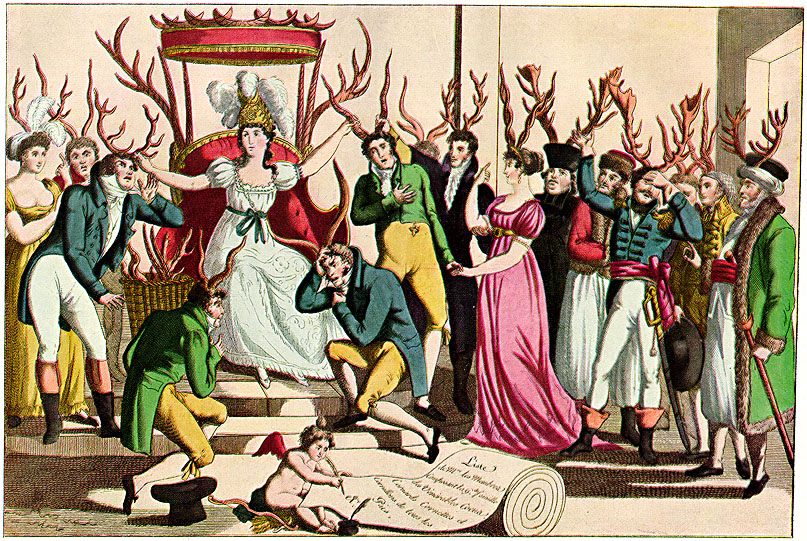
Fransk satirbild från ca 1815 med hanrejer och honrejer.

Hanrej är ett nedsättande ord som används för en bedragen äkta man. Hanrejen avbildas som en man med horn eller hatt med fjädrar ridande på en tupp, bland annat i folklig bildkonst som på kistbrev och väggmåleri.
En honrej beskrivs enligt en text på ett kistbrev med "som genom fåfänglighet och begär att visa sig i världen skaffar sig en otrogen man". Honrejen kan avbildas behornad och ridande på en tupp med en spegel i handen. Honrej används ibland som rak genusöversättning av hanrej.
En förnedrande gest där utföraren sätter händerna till huvudet, med pekfingrarna liknar horn och pekar på motparten med tummen kan i vissa kulturer handla om att utövaren vill antyda att motparten är en hanrej.